# Jennifer Connelly
Jennifer Lynn Connelly, ameriška filmska in televizijska igralka ter fotomodel, * 12. december 1970, Round Top, New York, Združene države Amerike.
Jennifer Connelly je s svojo kariero pričela že v otroštvu, in sicer kot fotomodel, ko je na pobudo prijatelja njenih staršev odšla na neko avdicijo. Nato se je pričela redno pojavljati v revijah, časopisih in reklamah, leta 1984 pa je posnela tudi svoj filmski prvenec, kriminalko Bilo je nekoč v Ameriki. V najstniških letih je nadaljevala s svojo kariero fotomodela, hkrati pa je zaigrala v filmih, kot sta Labirint (1986) in Career Opportunities (1991). Največ pohval s strani kritikov je Jennifer Connelly požela za svoj nastop v znanstveno-fantastičnem filmu Mesto teme (1998) ter za upodobitev Marion Silver v filmu Darrena Aronofskyja, Rekvijem za sanje (2000).
Leta 2002 je Jennifer Connelly prejela nagrade oskar, zlati globus in BAFTA v kategoriji za »najboljšo stransko igralko« za svojo upodobitev Alicie Nash v biografskem filmu Rona Howarda, Čudoviti um (2001). Zatem je zaigrala še v trilerju Temačna voda (2005), drami Krvavi diamant (2006), filmski upodobitvi stripov Marvel, filmu Neverjetni Hulk (2008), novejši različici filma Dan, ko bo obstala Zemlja (2008) in romantični komediji Mu pač ni do tebe (2009).
Jennifer Connelly se je uvrstila na sezname najlepših žensk na svetu revij, kot so Time, Vanity Fair, Esquire in Los Angeles Times

## Zgodnje življenje
Jennifer Lynn Connelly se je rodila v Round Topu, New York, Združene države Amerike v gorah Catskill, kot hči Ilene, prodajalke starin in Gerarda Connellyja, proizvajalca oblačil. Njen oče je bil Katoličan z irskimi in norveškimi koreninami, njena mama pa je bila Judinja, šolana na Ješivi, s predniki, ki so izvirali iz Rusije in Poljske. Odraščala je v Brooklyn Heightsu, blizu brooklynskega mostu. Leta 1976 se je njena družina preselila v Woodstock, New York. Štiri leta kasneje se je družina preselila nazaj na Brooklyn Heights.

### Izobrazba
Jennifer Connelly se je šolala na zasebni šoli svete Ane, kjer je bil velik poudarek na umetnosti. Kasneje je dve leti, v letih 1988 in 1989, študirala angleščino na univerzi Yale, nato pa se je leta 1990 prešolala na univerzo Stanford in pričela študirati dramo. Tam se je šolala z Royjem Londonom, Howardom Fineom in Haroldom Guskinom. Ker so jo starši spodbujali k temu, da nadaljuje s svojo igralsko kariero, je istega leta zapustila kolidž in ponovno pričela snemati filme.

## Kariera

### Kariera fotomodela v otroštvu in začetek filmske kariere (1980–1985)
Ko je bila Jennifer Connelly stara deset let, je prijatelj njenega očeta, producent, predlagal, da odide na manekensko avdicijo. Po avdiciji je podpisala pogodbo z agencijo Ford Modeling Agency in se pričela pojavljati v oglasih v časopisih, nato še v televizijskih reklamah. Večkrat se je pojavila na naslovnici revije Seventeen, in sicer aprila 1986, avgusta 1986, aprila 1987 in decembra 1988. Decembra 1986 je za japonski glasbeni trg posnela dve pop pesmi: »Monologue of Love« in »Message of Love«. Na pesmih je pela v fonetični japonščini, čeprav tega jezika sploh ni govorila.
Po svojih prvih dosežkih kot fotomodel je njena mama Jennifer Connelly pričela voditi na igralske avdicije, kjer je nazadnje dobila svojo prvo vlogo, stransko vlogo Deborah Gelly v gangsterskem filmu Sergia Leonea, Bilo je nekoč v Ameriki (1984). V nekem prizoru za film je Jennifer Connelly morala izvesti baletno točko. Med avdicijo za vlogo, brez kakršnega koli plesnega znanja, je improvizirala in nazadnje prepričala režiserja, da jo je vključil v igralsko zasedbo. Jennifer Connelly je film opisala kot »neverjetno idilično uvajanje v svet ustvarjanja filmov«. Njena prva glavna vloga je bila vloga Jennifer Corvino v filmu italijanskega režiserja Daria Argenta, Phenomena (1985), čemur je sledila glavna vloga v najstniškem filmu Seven Minutes in Heaven istega leta.

### Najstniški filmskih projekti (1986–1999)
Jennifer Connelly je preboj doživela s svojim naslednjim filmom, fantazijskem filmu Labirint (1986), kjer je zaigrala Sarah, najstnico, ki želi rešiti svojega brata Tobyja iz sveta goblinov, ki mu vlada kralj Jareth (David Bowie). Čeprav film ni zaslužil veliko, je kasneje postal kultna klasika. Novinar revije The New York Times je tudi kritiziral njen nastop v filmu: »Jennifer Connelly kot Sarah nas na žalost razočara. Morda je g. Henson namenil preveč pozornosti svojim lutkam in ni razvijal njenih zmogljivosti glavne igralke. Izgleda dobro, vendar ni prepričljiva in zdi se, kot da prebira naučene kitice, ki jih recitira brez vere v svoj cilj, ki ga pravzaprav niti ne izpolni. Ker ima film samo pet človeških likov - Sarah, njene starše, ki jih bežno vidimo na začetku, malega Tobyja in Jaretha, kralja goblinov - je Sarahina vloga zelo pomembna.« Dve leti kasneje je kot učenka baleta nastopila v italijanskem filmu Étoile ter poleg Patricka Dempseyja upodobila učenko kolidža, Gabby, v filmu Michaela Hoffmana, Nekatera dekleta.
Leta 1990 je zaigrala v filmu Dennisa Hopperja, Vroče mesto, zaigrala Gloria Harper, žensko, ki jo izsiljuje Frank Sutton (William Sadler). Film ni zaslužil veliko. Istega leta ji je režiser Garry Marshall ponudil vlogo Vivian Ward v filmu Čedno dekle, vendar je sama menila, da je premlada za ta lik; nazadnje je vlogo zaigrala tri leta starejša Julia Roberts. Njen naslednji film je bila romantična komedija Career Opportunities, v kateri je zaigrala poleg Frank Whaley. Film so kritizirali zaradi izkoriščanja podobe Jennifer Connelly, pritožbe pa je povzročil prizor, v katerem igralka jaha mehanskega konja, medtem pa jo gleda lik Franka Whaleyja. Na kartonu zraven je bila napisana fraza: »Vsak hip bo odšel na ježo svojega življenja.« V intervjuju z revijo Rolling Stone je Jennifer Connelly, takrat v svojem drugem letu na univerzi Yale, povedala: »Ne vem za drugega, vendar to ni nekaj, s čimer bi bila povsem zadovoljna. To zagotovo ni predmet, o katerem bi se želela učiti od svojih profesorjev.« Naslednje leto je posnela finančno izredno uspešen Disneyjev film The Rocketeer, ki pa ni uspel povrniti uspeha njene kariere pred tem. Novinar revije New York Magazine je o njenem nastopu v filmu napisal: »Connellyjeva je primerna za to igralsko zasedbo; ima vlago, pristne kosti na licih, čustvenost večine Hollywoodskih starlet tega obdobja, vendar je hkrati tudi resna.« Poleg Jasona Priestleyja se je naslednjega leta pojavila v videospotu za pesem Royja Orbisona »I Drove All Night«.
Sredi devetdesetih je Jennifer Connelly pričela igrati zrelejše vloge, saj je leta 1995 zaigrala homoseksualko iz kolektiva v filmu Johna Singletona, Higher Learning. Nato se je pojavila v finančno neuspešni, vendar s strani filmskih kritikov priznani drami Inventing the Abbotts, ki govori o življenju v petdesetih in v katerem ima vlogo Eleanor, eno izmed treh hčera mestnega milijonarja Lloyda Abbotta. Nato je Jennifer Connelly zaigrala v kritično priznanem filmu Mesto teme (1998), kjer je zaigrala stransko vlogo poleg Rufusa Sewella, Williama Hurta, Iana Richardsona in Kieferja Sutherlanda.

### Preboj inČudoviti um(2000–2005)
Leta 2000 je Jennifer Connelly zaigrala v biografskem filmu Eda Harrisa, Pollock, kjer je zaigrala Ruth Kligman, ljubico Jacksona Pollocka. Istega leta se je pojavila v filmu Rekviem za sanje, s katerim je doživela svoj preboj. Film je režiral Darren Aronofsky, temeljil pa je na istoimenskem romanu. Jennifer Connelly je poleg Marlon Wayans in Ellen Burstyn v filmu zaigrala Marion Silver, Harryjevo (Jared Leto) dekle, film pa je vključeval tudi like, zasvojene z drogami, ki so na robu živčnega zloma. Kritiki so večkrat hvalili individualne nastope, posebej nastopa Jennifer Connelly in Ellen Burstyn, saj naj bi bili dovolj pogumni, da sta upodobili stalno telesno in duševno degradacijo svojih likov. Jennifer Connelly je dejala, da jo je pri scenariju pritegnil predvsem prikaz odvisnosti likov in vpliv slednjega na življenje njihovih sorodnikov in njihova čustva. Kritik Elvis Mitchell iz revije The New York Times je napisal: »Gdč. Connelly je samo sebe prilagodila novi igralski zasedbi in njen nastop tako zelo vpliva na film, saj izpade veliko bolj premišljen od drugih. Na koncu, ko jo ujamejo v kroglo veselja in ji na obrazu zaigra skriven nasmešek, sama vzljubi svoj nastop […] Njena mokra realizacija je bolj moteča kot karkoli drugega v romanu in gdč. Connelly še nikoli ni posnela ničesar, s čimer bi nam pokazala, kako dobra je lahko.« Leta 2000 se je prvič pojavila na televiziji, ko je zaigrala Catherine Miller v Foxovi dramski televizijski seriji The $treet o posredno borzniški hiši v New York City.
Še istega leta je Jennifer Connelly zaigrala v filmski upodobitvi romana iz leta 1986, Waking the Dead, kjer je zaigrala Sarah Williams, aktivistko, ki jo ubije bomba, ki jo raznese v njenem avtomobilu v Minneapolisu, medtem ko se je peljala v čilsko begunsko taborišče. O svoji vlogi v filmu je Jennifer Connelly povedala: »Film Waking the Dead je prvi film, za katerega sem čutila, da je moj. Res sem se trudila ustvariti nekaj iz te vloge in v film sem vložila veliko same sebe, zato mi to veliko pomeni.« Novinar revije The New York Times je njen nastop opisal z besedami: »Kot Sarah je gdč. Connelly zajame gorečo eteričnost in zavest, ki prevladujeta temu obdobju. Skupaj z g. Crudupom se močno povežeta v ljubezenskem prizoru, ki prikaže silovito nežnost razmerja, čigar strast je kombinirana s priokusom verske vneme.«
Jennifer Connelly je dejala, da je bila potem, ko je prebrala scenarij za film Rona Howarda, Čudoviti um (2001), ki je temeljil na biografiji Johna Nasha, ki jo je napisala bivša novinarka revije New York Times, Sylvia Nasar, in jo nato izdala leta 1998, zelo vznemerjena. Producent filma, Brian Gazer, jo je najel za igranje vloge Alicie Nash, žene brilijantnega shizofreničnega matematika Johna Nasha (zaigral ga je Russell Crowe). Jennifer Connelly je bila na avdicijo povabljena potem, ko je njena agentka, Risa Shapiro, producentom filma poslala odlomek takrat neizdanega filma Rekviem za sanje. Na avdicijo za vlogo so odšle tudi igralke, kot so Rachel Weisz, Hilary Swank, Mira Sorvino in Frances O'Connor. Ker jih je navdušila njena karizma, je z ostalimi na avdiciji nastopila z Russllom Croweom; Ron Howard in drugi producenti so opazili
impresivno kemijo med njo in Russllom Croweom, zaradi česar so jo tudi izbrali za vlogo. Film je ob izidu užival v velikem kritičnem in komercialnem uspehu, po svetu pa je zaslužil več kot 313 milijonov $, Jennifer Connelly pa si je za svoj nastop v filmu prislužila zlati globus, oskarja in nagrado BAFTA v kategoriji za »najboljšo stransko igralko«. Revija Time je njen nastop v filmu označila za »svetlobnega«, Jennifer Connelly sama pa je o filmu dejala: »[Čudoviti um] je film, na katerega sem zelo ponosna in ki mi je resnično všeč.« A.O. Scott iz revije The New York Times je dejal: »Vsekakor pa je gdč. Connelly navdušena in živahna v prevzetni vlogi ženske, ki prične kot matematičarka, kmalu pa najde samo sebe pri pomaganju motenim, težavnim moškim.«
V filmu Neverjetni Hulk (2003) je Jennifer Connelly zaigrala Betty Ross, znanstvenico in bivše dekle glavnega lika iz filma, Brucea Bannerja. Jennifer Connelly je dejala, da je filozovska perspektiva na superjunaka iz stripov Marvel, po katerih je film posnet, Anga Leeja, pritegnila njeno pozornost, njegovo dojemanje filma pa je opisala kot »družinsko psihološko dramo z elementi grških tragedij«. Film je užival v velikem moderatnem uspehu. Istega leta mu je sledil film Hiša peska in megle, ki je temeljil na romanu Andrea Dubusa III. V filmu je upodobila Kathy Nicolo, zapuščeno ženo, katere podedovano hišo na dražbi prodajo iranskemu priseljencu Massoudu Amirju Behraniju (Ben Kingsley). Težave Kathy in tujim polkovnikom se čez zgodbo množijo, odnos med njima pa je čedalje bolj težaven. Film je prejel v glavnem pozitivne ocene s strani kritikov in občinstva. Novinar BBC-ja je komentiral: »[Jennifer Connelly] nas popolnoma prepriča kot sebična, razočarana in osamljena ženska, ki svojemu bratu prizna: 'Počutim se izgubljeno.'«

### Vrnitev v filmsko industrijo (2005–2007)
Po dveh letih premora od filmske industrije je se Jennifer Connelly vrnila grozljivim psihološkim trilerjem Temačna voda, ki je temeljil na istoimenskem japonskem filmu iz leta 2002. V filmu je zaigrala Dahlio, prestrašeno mlado žensko, ki jo preganja njena preteklost, zato se s svojo hčerko (Ariel Gade) preseli v stanovanje na Roosevelt Islandu, New York City, kjer pa se začnejo dogajati paranormalne stvari. V svoji oceni filma je kritik Roger Ebert napisal: »Zelo rad imam lik Jennifer Connelly; ni junakinja grozljivke, vendar je zaigrala mamo, ki se sooča z grozo. To je velika razlika in zaradi te razlike je film Temačna voda tako dober.«
Oba filma, v katerih je zaigrala naslednjega leta, je bil nominiran za več oskarjev. Poleg Kate Winslet je zaigrala eno izmed pomembnejših vlog v filmu Majhni otroci, ki temelji na istoimenskem romanu. Film govori o razmerju med Sarah Pierce (zaigrala jo je Kate Winslet) in Bradom Adamsonom (Patrick Wilson). Jennifer Connelly je še istega leta zaigrala v filmu Krvavi diamant poleg Leonarda DiCapria, kjer je upodobila novinarko Maddy Bowen, ki dela na tem, da bi javnosti predstavila pravo zgodbo krvavih diamantov. Novinar revije New York Magazine je njen nastop pohvalil: »Jennifer Connelly je tako pametna, razumna, nedramatična igralka, ki se ji dejstvo, da njen lik ne bi mogel zadihati, skoraj gnusi.«
Nato je Jennifer Connelly zaigrala Grace v drami Reservation Road z Joaquinom Phoenixom in Markom Ruffalom, filmu, ki je v omejeni izdaji izšel leta 2007. Kot je dejala sama, je bilo lik, ki ga je zaigrala, težje igrati, kot kateri koli drugi lik. Novinarka revije USA Today, Susan Wloszczyna, je komentirala: »Najmočnejša nastopa v filmu sta bila nastopa Jennifer Connelly in Marka Ruffala […] ki sta film spremenila v pregreto melodramo«.

### Zdajšnji filmski projekti (2008–danes)
Leta 2008 je Jennifer Connelly postala obraz modne hiše Balenciaga, za katere je posnela kar nekaj oglasov, izdanih leta 2009 ter kozmetike Revlon. Revije, kot so Vanity Fair, Esquire in Los Angeles Times so Jennifer Connelly tistega leta vključile na svoje sezname najlepših žensk na svetu.
Jennifer Connelly se je leta 2008 poleg Keanuja Reevesa pojavila v različici znanstveno-fantastičnem filmu iz leta 1951, Dan, ko bo obstala Zemlja. V filmu je zaigrala astrobiologinjo univerze Princeton, Helen Benson. Za razliko od originalnega filma, kjer je bila Helen Benson tajnica, ki ima romantično razmerje z Klaatujem, kar je bila glavna tema filma, je bila v tej različici glavna tema težavno razmerje med Helen Benson in njenim pastorkom, ki ga je zaigral Jaden Smith. Astronom Seth Shostak ji je pomagal razumeti potreben poklicni žargon njenega lika. Še istega leta se je na kratko pojavila v fantazijskem filmu Srce iz črnila.
Leta 2009 je bila Jennifer Connelly članica igralske zasedbe romantične komedije Mu pač ni do tebe, kjer je zaigrala poleg Jennifer Aniston in Ginnifer Goodwin, ki je temeljil na istoimenski knjigi za samopomoč. Novinar revije Variety Magazine je pohvalil njen nastop v filmu: »Kljub debeli plasti temačnosti je Jennifer Connelly pričarala bogat nastop kot ženska, ki jo ovirajo načela.«
Leta 2009 je Jennifer Connelly zaigrala v dramski biografiji Creation, kjer je imela vlogo Emme Darwin, ženo Charlesa Darwina, ki ga je upodobil njen resnični mož, igralec Paul Bettany. Zgodba se dogaja v času pisanja knjige O izvoru vrst, film sam pa govori o težavah Charlesa Darwina zaradi spornosti knjige v tistem času ter žene, ki ne podpira njegovih teorij, hkrati pa oba žalujeta za svojo hčerko Annie. Novinar revije San Francisco Chronicle je napisal: »Darwinovo ženo, verno žensko, ki ni podpirala moževih teorij, je zaigrala Jennifer Connelly, Bettanyjeva resnična žena; igralska zasedba se ne ujema v vseh filmih, v tem pa se. Vsi skupaj sicer verjamemo v Darwinove teorije, z njimi smo seznanjeni in smo jim naklonjeni. Angleški naglas Jennifer Connelly je prav tako dober kot naglasa Renée Zellweger in Gwyneth Paltrow. Ne samo, da zveni pravilno, pravilna sta tudi odnos in glasba.« Nato je posodila glas liku »7« v filmu 9.
Film Kaj je narobe z Virginio se je premierno predvajal 15. septembra 2010 na mednarodnem filmskem festivalu v Torontu. V filmu je Jennifer Connelly zaigrala  Virginio, psihično moteno žensko, ki ima že dvajset let afero z lokalnim šerifom, čigar hči nato prične hoditi z njenim sinom. Novinar iz revije Cinema Blend je napisal: »Virginia je postala ena izmed najboljših likov filma, in sicer zahvaljujoč enemu izmed najboljših nastopov Jennifer Connelly po nekaj letih.«
Leta 2011 je Jennifer Connelly zaigrala v komičnim filmu Rona Howarda, Dilema, ki je izšel 14. januarja tistega leta. Poleg Vincea Vaughna je zaigrala Beth. Film kritično ni bil uspešen, kljub temu pa novinar revije Austin Chronicle napisal: »Vaughn obvlada in njegov lepo diferenciran prekosi samo Connellyjeva«. Novinar revije Variety Magazine je napisal: »Za Connellyjevo, ki je ves čas v senci ohlapnejšega in bolj spontanega, nenavadnega Vaughna, se zdi, da je obtičala v čustveni oddaljenosti od dejanj.« Njen naslednji projekt, film Georgea Ratliffa, Salvation Boulevard, se je premierno predvajal na filmskem festivalu Sundance leta 2011. V filmu je Jennifer Connelly zaigrala Gwen, ženo Carla Vanderveerja (Greg Kinnear); par je član cerkve tretjega tisočletja, ki jo je vodil pastor Dan (Pierce Brosnan).

## Zasebno življenje
Jennifer Connelly je dejala, da čas, ko ne dela, najraje preživlja s svojim možem in otroci, leta 2009 pa je svojo družino, s kateri živi v TriBeCi,  New York City, označila za najpomembnejšo stvar v svojem življenju.
Njen prvi sin, Kai, se je rodil leta 1997, njegov oče pa je fotograf David Dugan. Leta 2009 je dejala: »Ko sem postala mama, se je vse spremenilo, saj sem pričela bolj odgovorno skrbeti tudi zase in za svoje življenje […] Starševstvo je spremenilo vse.« Včasih je bila Jennifer Connelly veganka, vendar se je veganske diete prenehala držati po prvi nosečnosti. 1. januarja 2003 se je na Škotskem s privatnim družinskim obredom poročila z igralcem Paulom Bettanyjem, s katerim se je spoznala med snemanjem filma Čudoviti um (2002). Prvi otrok para in drugi otrok Jennifer Connelly, Stellan, poimenovan po igralcu Stellanu Skarsgårdu, se je rodil še istega leta. 31. maja 2011 je v New York Cityju rodila svojega tretjega otroka, hčerko Agnes Lark.
Jennifer Connelly je večkrat sodelovala z raznimi dobrodelnimi organizacijami. 14. novembra 2005 so jo imenovali za ambasadorko za izobraževanje o pravicah ljudi organizacije Amnesty International, vključili pa so jo tudi reklamo za globalno potrebo po čisti vodi, ki spodbuja donacije za projekte povezane z vodo v Afriki, Indiji in srednji Ameriki. 2. maja 2009 je skupaj z Jessico Albo in Jessico Biel sodelovala pri Revlonovovi vsakoletni modni pisti za ženske 5k.
Leta 2010 je skupaj s svojimi sosedi iz TriBeCe, vključno z Jamesom Gandolfinijem, Johnom Slatteryjem, Caseyjem Affleckom in Kirsten Dunst, je Jennifer Connelly na newyorško vrhovno sodišče vložila zahtevo za prenehanje gradnje sanitarne garaže, ki naj bi bila pet metrov večja od dovoljenega in bi tako ovirala promet. Čeprav je sodnik iz New York Cityja, Jeffrey Oing, na začetku podelil začasno omejitev, so kasneje prebivalcem naložili prepoved približevanja in odobrili nadaljevanje gradnje.
Jennifer Connelly poleg angleščine tekoče govori tudi italijansko in francosko.

## Filmografija
| Leto | Naslov                    | Vloga                             | Opombe |
| ---- | ------------------------- | --------------------------------- | --- |
| 1984 | Bilo je nekoč v Ameriki   | Mlajša Deborah Gelly              | |
| 1984 | Phenomena                 | Jennifer Corvino                  | |
| 1985 | Seven Minutes in Heaven   | Natalie Becker                    | |
| 1986 | Labirint                  | Sarah Williams                    | |
| 1988 | Étoile                    | Claire Hamilton / Natalie Horvath | |
| 1988 | Nekatera dekleta          | Gabriella d'Arc                   | |
| 1990 | Vroče mesto               | Gloria Harper                     | |
| 1991 | Career Opportunities      | Josie McClellan                   | |
| 1991 | The Rocketeer             | Jenny Blake                       | Nominirana — Saturn Awardza najboljšo stransko igralko |
| 1992 | Heart of Justice          | Emma Burgess                      | Televizijski film |
| 1994 | Of Love and Shadows       | Irene                             | |
| 1995 | Higher Learning           | Taryn                             | |
| 1996 | Mulholland Falls          | Allison Pond                      | |
| 1996 | Far Harbor                | Ellie                             | |
| 1997 | Inventing the Abbotts     | Eleanor Abbott                    | |
| 1998 | Mesto teme                | Emma Murdoch / Anna               | |
| 2000 | Mrtve priče               | Sarah Williams                    | |
| 2000 | Rekvijem za sanje         | Marion Silver                     | Nominirana — Chlotrudis Award za najboljšo stransko igralko Nominirana — Independent Spirit Award za najboljšo stransko žensko igralko Nominirana — Las Vegas Film Critics Society Award za najboljšo stransko igralko Nominirana — Online Film Critics Society Award za najboljšo stransko igralko Nominirana — Phoenix Film Critics Society Award za najboljšo stransko igralko |
| 2000 | Pollock                   | Ruth Kligman                      | |
| 2001 | Čudoviti um               | Alicia Nash                       | Oskar za najboljšo stransko igralko Nagrada ameriškega filmskega inštituta za najboljšo stransko igralko BAFTA Award za najboljšo igralko v stranski vlogi Broadcast Film Critics Association Award za najboljšo stransko igralko Zlati globus za najboljšo stransko igralko - Film Kansas City Film Critics Circle Award za najboljšo stransko igralko Online Film Critics Society Award za najboljšo stransko igralko Phoenix Film Critics Society Award za najboljšo stransko igralko Satellite Award za najboljšo stransko igralko Southeastern Film Critics Association Award za najboljšo stransko igralko Nominirana — Chicago Film Critics Association Award za najboljšo stransko igralko Nominirana — Empire Award za najboljšo stransko igralko Nominirana — Las Vegas Film Critics Society Award za najboljšo stransko igralko Nominirana — Screen Actors Guild Award za izstopajoči nastop ženske igralke v glavni vlogi Nominirana — Screen Actors Guild Award za izstopajoči nastop igralske zasedbe v filmu |
| 2003 | Neverjetni Hulk           | Betty Ross                        | Nominirana — Saturn Award za najboljšo igralko |
| 2003 | Hiša peska in megle       | Kathy Nicolo                      | Kansas City Film Critics Circle Award za najboljšo igralko Nominirana — Broadcast Film Critics Association Award za najboljšo igralko Nominirana — Satellite Award za najboljšo igralko - Filmska drama |
| 2005 | Temačna voda              | Dahlia Williams                   | |
| 2006 | Majhni otroci             | Kathy Adamson                     | |
| 2006 | Krvavi diamant            | Maddy Bowen                       | |
| 2007 | Reservation Road          | Grace Learner                     | Nagrada hollywoodskega filmskega festivala za stransko igralko leta |
| 2008 | Dan, ko bo obstala Zemlja | Helen Benson                      | |
| 2008 | Srce iz črnila            | Roxane                            | |
| 2009 | Mu pač ni do tebe         | Janine                            | |
| 2009 | 9                         | 7 (glas)                          | Animirani film |
| 2009 | Creation                  | Emma Darwin                       | |
| 2010 | Kaj je narobe z Virginio  | Virginia                          | |
| 2011 | Dilema                    | Beth                              | |
| 2011 | Salvation Boulevard       | Gwen Vanderveer                   | |